# Даут паша хамам
Даут паша хамам или Даутпашин хамам (на македонска литературна норма: Даут-пашин амам) е хамам – турска обществена баня, в Скопие, столицата на Северна Македония. В сградата от 1948 година е разположена Националната художествена галерия на страната.

## Местоположение
Хамамът се намира на левия бряг на Вардар, до Камен мост, на входа на скопската чаршия, от дясната страна на църквата „Свети Димитър“.

## История
Изграден е през втората половина на XV век от известния турски пълководец Коджа Даут паша Узунчаршили, един от везирите на султан Мехмед II (1451 – 1481) и велик везир при султан Баязид II Илдъръм (1481 – 1512). Ктиторският надпис не е оцелял и точната година на изграждане е неизвестна. Смята се, че сградата е построена между 1467 – годината, в която Даут паша става бейлербей на Румелия, и 1497 година, в която е уволнен като велик везир.

## Архитектура
Основата на градежа е правоъгълник с разширяване на северната и южната страна. Днес хамамът има три входа: източен, западен и южен. Отвън, освен лъчно и архитравно засводените правоъгълни полета, в които са разположени прозорците и вратите, доминира равната зидана повърхност с редуване на камък и два реда тухли, споени с хоросан.
Във вътрешността хамамът има 15 различни по големина салона, които са свързани със сводести преходи, украсени с ориенталски орнаменти. Всички салони са засводени с куполи, като повечето от тях имат звездообразни отвори, през които във вътрешността на сградата влиза дифузирана светлина. Най-впечатляваща е покривната конструкция, съставена от 13 нееднакво разпределени купола.
В посока изток-запад хамамът е бил разделен на две напълно отделени крила с по една чакалня и места за събличане, които всъщност са две големи зали с шадравани в центъра. Останалите салони били за пране и за къпане. Хамамът бил така приспособен, че едновременно да могат да се къпят и мъже и жени, като западният вход бил за мъже, а северният за жени.
Хамамът пострадва при пожар в 1689 година и е изоставен. След Втората световна война е реставриран и днес в него, в Чифте хамам (и в мултимедийния център Мала Станица) е настанена Националната художествена галерия. При земетресението от 1963 година хамамът пострадва частично, но е възстановен.
През септември 2010 година е обявено, че част от гранта в размер на 53 000 евро, осигурен от правителството на САЩ за възстановяване и запазване на забележителности в Северна Македония, ще бъде отделена за Даут паша хамам.
- Входа на полуразрушения Даут паша хамам
- Руините на Даут паша хамам след Скопското земетресение
- Поглед от другата страна